# Agatanghel Savvin
Agatanghel Savvin (în rusă Агатангел Саввин; n. 2 septembrie 1938, Burdino⁠(d), Q4455458⁠(d), Regiunea Lipețk, Rusia) este actualul mitropolit de Odesa și Ismail, mitropolie sufragană Mitropoliei Kievului și a Întregii Ucraine, subordonate în prezent Patriarhiei Moscovei și a Întregii Rusii.